# Хруба Врпка
Хруба Врпка (чеш. Hrubá Vrbka) је насељено мјесто са административним статусом сеоске општине (чеш. obec) у округу Ходоњин, у Јужноморавском крају, Чешка Република.

## Географија
Налази се у историјској регији Моравској, на самој граници са Словачком, на 257 метара надморске висине. Насеље је удаљено од Ходоњина око 35 км источно.

## Становништво
Према подацима о броју становника из 2014. године насеље је имало 647 становника.

## Личности
- У Хрубој Врпки је рођен свети Горазд Чешки, епископ Православне цркве у Чешкој
- Мартин Рехак (1933 – 2010), чехословачки атлетичар

## Галерија
- Евангелистичка црква
- Парохијски дом
- Обданиште
- Сеоска кућа